# Castillo de Vejer de la Frontera
El castillo de Vejer es una fortaleza medieval de la localidad española de Vejer de la Frontera, en la provincia de Cádiz.

## Descripción
El edificio, ubicado en el municipio gaditano de Vejer de la Frontera, cuenta con una puerta en arco de herradura correspondiente al periodo de dominación musulmana de la península ibérica.
El castillo fue declarado monumento histórico-artístico perteneciente al Tesoro Artístico Nacional el 3 de junio de 1931, durante la Segunda República, mediante un decreto publicado el día 4 de ese mismo mes en la Gaceta de Madrid, con la rúbrica del presidente del Gobierno provisional de la República Niceto Alcalá-Zamora y el ministro de Educación Pública y Bellas Artes Marcelino Domingo y Sanjuán.